# Víctor Peralta
Pour les articles homonymes, voir Peralta.
Victor Peralta est un boxeur argentin né le 6 mars 1908 à Buenos Aires et mort le 25 décembre 1995.

## Carrière
Il remporte la médaille d'argent aux Jeux d'Amsterdam en 1928 dans la catégorie poids plumes. Après avoir battu Arthur Olsen, Georges Boireau et Lucien Biquet, Peralta s'incline en finale contre le néerlandais Bep van Klaveren. Il passe professionnel quelques mois plus tard et devient champion d'Argentine des poids légers en 1932.

## Palmarès

### Jeux olympiques
- Jeux olympiques de 1928 à Amsterdam[1] (poids plumes)